# مايكل جواسديك
مايكل جواسديك (بالألمانية: Michael Gwisdek)‏ (و. 1942  م) هو مخرج أفلام، وممثل مسرحي، وممثل أفلام، وكاتب سيناريو من ألمانيا، وألمانيا الشرقية.

## التعليم
تعلم في أكاديمية إرنست بوسخ للفنون الدرامية ‏.

## جوائز
حصل على جوائز منها:
- جائزة الفيلم الألماني [الإنجليزية]‏.

## وصلات خارجية
- مايكل جواسديك على موقع IMDb (الإنجليزية)
- مايكل جواسديك على موقع مونزينجر (الألمانية)
- مايكل جواسديك على موقع قاعدة بيانات الأفلام العربية
- مايكل جواسديك على موقع ألو سيني (الفرنسية)
- مايكل جواسديك على موقع ميوزك برينز (الإنجليزية)
- مايكل جواسديك على موقع أول موفي (الإنجليزية)
- مايكل جواسديك على موقع قاعدة بيانات الأفلام السويدية (السويدية)
- مايكل جواسديك على موقع ديسكوغز (الإنجليزية)
- مايكل جواسديك على موقع قاعدة بيانات الفيلم (الإنجليزية)
- مايكل جواسديك على موقع كينوبويسك (الروسية)